# Хмара, Григорий Михайлович
Григорий Михайлович Хмара (Gregori или Gregory Chmara, 29 июля 1878, Полтава — 3 февраля 1970, Париж) — украинский, русский, немецкий, французский актёр.

## Биография
Родился в Полтаве. По окончании школы уехал в Киев, брал частные уроки актёрского мастерства. В 1910 году был принят в Московский Художественный театр (отобран в числе пятерых из 500 экзаменовавшихся — вместе с Софьей Гиацинтовой, Алексеем Диким, Фаиной Шевченко и Лидией Дейкун). Среди ролей Хмары в МХТ — боцман, а также отец Сольвейг в «Пер Гюнте», слуга Варвары Петровны в «Николае Ставрогине», писатель Федорович в «Мысли», председатель в «Пире во время чумы». По словам Серафимы Бирман, он был признан как «актёр удивительного сценического обаяния», Софья Гиацинтова писала, что он «чудесно талантливый, то что называется герой».
Параллельно с работой в МХТ в 1912 году Григорий Хмара вошел в состав актёров только что образованной Первой студии Художественного театра. Здесь он играл центральные роли и вошел в группу самых ярких артистов Студии, таких как Евгений Вахтангов, Михаил Чехов и Борис Сушкевич. Среди его острохарактерных студийных ролей — озлобленный матрос Герд в «Гибели „Надежды“», не умеющий прощать старик Шольц в «Празднике мира», утративший веру пастор в «Росмерсхольме».

«Г. М. Хмара умел на сцене передать остроту мысли и мрак глубокого чувства. Гердт в „Гибели Надежды“, О’Нэйль в „Потопе“, Росмер — несли глубокие и скрытные ощущения, которые только изредка прорывались наружу. Это был актёр глубокого и сосредоточенного пессимизма»— П. А. Марков. Первая студия… (1925).

Григорий Хмара в роли Джона Пирибингля. Спектакль «Сверчок на печи». 1-я студия Художественного театра. 1914—1918

Русской публике Григорий Хмара больше всего запомнился в роли Джона Пирибингля в популярнейшем спектакле Студии — «Сверчок на печи», поставленном в конце 1914 года (в 1915 году на экраны вышла киноверсия этого спектакля).

«Сверчок», раз сыгранный и возбудивший громадный, неутолимый интерес к себе, уже не выбывал из студийского репертуара и был в нём доминирующим; до лета 1918 г. был сыгран 286 раз. Конечно, афиша исполнителей частично менялась. Только Джоном Пирибинглем всегда был Хмара"— Эфрос Н. Е.. «Сверчок на печи» (1918) .
В планы Первой студии входил «Король Лир» с Хмарой в главной роли, но после того как Григорий Михайлович решился на эмиграцию, ему на замену был приглашен И. Н. Певцов.
В 1915 году Григорий Хмара дебютировал в кино в фильмах Б. М. Сушкевича и А. Уральского «Сверчок на печи» и В. Туржанского «Великий Магараз». До своего отъезда за рубеж (1922) снялся почти в двадцати фильмах. Столь же успешно продолжил сниматься в Германии, сыграв заглавную роль в фильме Роберта Вине «Раскольников» (Raskolnikow, 1923). В 1923 году женился на датской актрисе и звезде немецкого кино Асте Нильсен, в дуэте с которой снялся в ряде фильмов, в частности исполнил роль Христа в фильме Вине «Иисус Назаретянин, Царь Иудейский» (I.N.R.I., 1923).
В 1926 году поставил спектакль «Дама с камелиями» с Астой Нильсен в главной роли и гастролировал с ним в Германии и США. В 1930 году они расстались. Хмара попытался вернуться в советскую Россию, но получил отказ. С 1932 года вместе с Верой Соловьевой, Марией Крыжановской и Андреем Жилинским он работал в парижской труппе М. Чехова «Moscow Art Players». Тогда же он поселился во Франции, много работал в парижских театрах миниатюр, студиях, в том числе и собственной. В 1933 входил в организационный комитет по созданию Дома артистов в Париже. В 1937 году поставил в Русском театре спектакль по пьесе Романа Гуля «Азеф», сыграв в нём роль Бориса Савинкова. Одна из его поздних удач на сцене — трагически буффонный Шейлок в «Венецианском купце», которого он поставил в театре «Noctambules» (1953). В 1956—1960 годах Григорий Хмара — режиссёр Нового карманного театра, поставил спектакль по рассказам А. П. Чехова, пьесы А. Стриндберга «Возвращается ветер на круги своя» и «Кредиторы», спектакль по роману Ф. М. Достоевского «Униженные и оскорблённые», пьесу П. Арнольда «Линия крови».
С 1946 года снова регулярно снимался в кино. Последнюю роль сыграл в телефильме «Преступление и наказание» (Crime et châtiment, 1971).
Автор воспоминаний, опубликованных в журналах «Иллюстрированная Россия» (1939), «Русские записки» (1938), «Новоселье» (1946, 1947).
Во втором браке женат на актрисе Елизавете Кедровой (1909—2000), в третьем браке — на балерине Александре Балашовой (1887—1979), в четвёртом браке — на журналистке и кинокритике Вере Вольман (1912—1995).
Умер 3 февраля 1970 года в Париже, похоронен на кладбище Сент-Женевьев-де-Буа. Во Франции издана книга его вдовы Веры Вольман, «Григорий Хмара — экспрессивный человек».

## Роли в Первой студии МХТ
- «Гибель „Надежды“» (1913, постановка Р. В. Болеславского по Г. Гейерманcу) — Герд
- «Праздник мира» (1913, постановка Е. Б. Вахтангова по Г. Гауптману — Шольц
- «Сверчок на печи» (1914, инсценировка и постановка Б. М. Сушкевича по Ч. Диккенсу) — Джон Пирибингль
- «Потоп» (1915, постановка Е. Б. Вахтангова по Ю.-Х. Бергеру) — О’Нейль
- «Росмерсхольм» (1918, постановка Е. Б. Вахтангова по Г. Ибсену) — пастор Росмер
- «Дочь Йорио» (1918, постановка Л. И. Дейкун и С. Г. Бирман по Г. Д’Аннунцио) — отец Алиджи

## Фильмография

### В России
- 1915 Великий Магараз
- 1915 Мара Крамская — Николай Иванович Неверов
- 1915 Сверчок на печи — Джон Пирибингль
- 1915 Три встречи — студент Струмилов
- 1915 Шведская спичка
- 1916 Мысль — доктор Керженцев
- 1916 Богема — поэт Вартунин
- 1916 Королева экрана — поэт Робин
- 1916 Лунный свет
- 1916 Невеста студента Певцова — Василий Певцов
- 1916 Слава сильным… гибель слабым… — Антоний Кремлёв
- 1917 Божеское и человеческое
- 1917 За правду
- 1917 За что?
- 1917 Наше сердце — Андре Мариель
- 1917 Не строй счастья своего на жене и ребёнке
- 1918 Бурей жизни смятые — музыкант Оскар
- 1918 Симфония горя — композитор Вадим Баргс
- 1918 Подполье
- 1918 Ток любви — офицер
- 1920 Дети учат стариков — епископ Гаттон / крестьянин Пётр

### В Германии
- 1922 Листопад / Der Absturz — Петер Карстен
- 1923 Раскольников / Raskolnikow — Родион Раскольников
- 1923 Живые Будды / Lebende Buddhas — Джебсун
- 1923 Иисус Назаретянин, Царь Иудейский / I.N.R.I. — Иисус Христос
- 1924 Дом на море / Das Haus am Meer — Фишер Энрико
- 1924 Гедда Габлер / Hedda Gabler — Эйлерт Левборг
- 1924 Битва бабочек / Die Schmetterlingsschlacht — Макс Винкельман
- 1924 Женщина в огне / Die Frau im Feuer — Станислаус
- 1925 Атлеты / Athleten — доктор Кюрер
- 1925 Безрадостный переулок / Die freudlose Gasse — кельнер
- 1928 Похищение женщины в Марокко / Frauenraub in Marokko
- 1928 Распутин / Тернистый путь княгини / Dornenweg einer Fürstin — Григорий Распутин
- 1928 Дело прокурора М. / Der Fall des Staatsanwalts M. — Полярин
- 1931 Человек, совершивший убийство / Der Mann, der den Mord beging — князь Цернувич
- 1931 Неудачник / Der Schlemihl — князь Янищев
- 1932 Петер Фосс, похититель миллионов / Peter Voß, der Millionendieb — Паша
- 1932 Уголовное дело о деньгах. Вилли Фогель, король беглецов / Strafsache von Geldern. Willi Vogel, der Ausbrecherkönig
- 1932 Человек без имени / Ein Mensch ohne Namen
- 1932 Чёрный гусар / Der schwarze Husar — князь Потовски
- 1932 Бриллиант царя / Der Diamant des Zaren/Der Orlow — фальшивый Великий князь
- 1933 Вокруг одного миллиона / Rund um eine Million
- 1943 Поздняя любовь / Späte Liebe

### В других странах
Польша
- 1929 Сильный мужчина / Mocny czlowiek — Генрик Белецкий

Швейцария
- 1951 Четверо в джипе / Die Vier im Jeep — Бит Парт

### Во Франции
- 1934 Один раз в жизни / Une fois dans la vie — князь
- 1946 Друг придёт сегодня вечером / Un ami viendra ce soir — немецкий офицер
- 1946 Ночная тревога / Nuits d’alerte
- 1948 Мадемуазель веселится / Mademoiselle s’amuse — друг Гибсона
- 1949 Jo-la-Romance — Сокодиш
- 1949 Миссия в Танжере / Mission à Tanger — русский певец в кабаре
- 1949 Последний час, спецвыпуск / Dernière heure, édition spéciale — свидетель
- 1951 Les Mémoires de la vache Yolande — Пелликулос
- 1951 Счастливые пилигримы / Les Joyeux pélerins — Фред Смит
- 1951 Грязные руки / Les Mains sales
- 1955 Les Chiffonniers d’Emmaüs — Кринкрин
- 1956 Елена и мужчины / Elena et les hommes — слуга Елены
- 1956 Парижские манекены / Mannequins de Paris — Борис
- 1958 Женщины словоохотливы / Les Femmes sont marrantes… — хозяин русского кафе
- 1959 Мой приятель цыган / Mon pote le gitan — Пепе
- 1962 Арсен Люпен против Арсена Люпена / Arsène Lupin contre Arsène Lupin — Базиль
- 1963 Красивая жизнь / La Belle vie — Иосиф
- 1966 Русская рулетка / La roulette russe — Аркадий
- 1968 Париж, которого не существует / Paris n’existe pas — старик
- 1971 Преступление и наказание / Crime et châtiment (ТВ)